# Clase Admiral Hipper
La clase Admiral Hipper fue un grupo de cinco cruceros pesados construidos para la Kriegsmarine alemana a mediados de la década de 1930. Fue la sucesora de la clase Deutschland, conocida por el sobrenombre de "acorazados de bolsillo".
La clase comprendía los cruceros Admiral Hipper, líder de la misma, Blücher, Prinz Eugen, Seydlitz y Lützow. 
Solo los tres primeros estuvieron terminados para intervenir en la Segunda Guerra Mundial, pues el Seydlitz fue cancelado cuando estaba casi terminado porque se decidió convertirlo en un portaaviones, algo que no se llevó a cabo, y el Lützow fue vendido incompleto a la Unión Soviética en 1940.

## Diseño y características generales
La clase Admiral Hipper eran buques muy bien equilibrados y bien distribuidos en sus espacios, su diseño estaba pensado para realizar raids en solitario, atacar líneas de suministros y combatir buques de iguales características si era necesario aunque su autonomía era mas bien limitada. Su casco era soldado; pero ciertas zonas críticas ocupaban remaches como sistema de unión. En cuanto a la habitabilidad, no estaban considerados como confortables, los espacios destinados a la marinería iban abarrotados semejando a un submarino en campaña, el puente de mando era tan estrecho como el de un destructor. En principio fueron botados con una proa recta que más tarde se modificó a una proa tipo atlántico tanto para el Blücher como para el Prinz Eugen, en el Hipper en tanto la proa era mas bien recta . Poseía un solo timón compensado y tres hélices y una razonable velocidad de 32 nudos.
Poseía un hangar cerrado ubicado en el centro del buque que podía albergar hidroaviones Arado Ar 196, dos de ellos plegados y otro en una catapulta central. Inicialmente el proyecto original contemplaba 4 torretas triples SKC/25 de 150 mm que se usaban en los cruceros ligeros Clase Königsberg, pero se optó por los nuevos cañones dobles SK L/60  de 203 mm con un alcance de 33.5 km en 37° de elevación máxima y con un peso por andanada de 976 kg dispuestos en 4 torretas de diseño tipo hongo. Se consideraban bien armados tanto en artillería pesada  como en artillería antiaérea como los cañones SK/65 con un alcance máximo de 12 km a 80° de elevación. 
En cuanto a su blindaje, en especial el horizontal (52 mm) era considerado insuficiente y muy vulnerables a bombardeos aéreos, en especial el sector popel (20 mm). 
Su sistema de central de tiro era del tipo óptico con una performance muy superior a la británica en el tiempo de centrado de blancos.

### Dimensiones
La clase poseía las siguientes dimensiones:
- 202,8 m de eslora
- Manga de 21,3 m
- Calado máximo de 7,2 m.

### Propulsión
Según su diseño desplazaba 16 170 t (15 915 LT) estándar (Δe), aunque a plena carga podía llegar hasta los 18 200 t (17 913 LT) máximo (Δm). Estaban propulsados por tres juegos de turbinas de vapor engranadas que eran suministradas de vapor por doce calderas de alta presión de combustible líquido las cuales impulsaban tres hélices.
Su velocidad máxima promedio eran 32 nudos (59 km/h) gracias a sus 132.000 CV. De acuerdo a su diseño, su tripulación habitual eran 42 oficiales y 1.340 entre suboficiales y marinería. 
Como defensa pasiva poseían bulges antitorpedo y un blindaje distribuido del siguiente modo:
- Cintura: 70-80 mm
- Torretas: 105 mm
- Cubierta protectora: 20-50 mm

### Armamento
En cuanto al armamento, este se componía de:
- Cuatro torres tipo hongo con cañones dobles SK L/60 de 203 mm.
- 6 cañones antiaéreos dobles L/65 de 105 mm.
- 12 cañones antiaéreos de 37 mm.
- 8 a 10 ametralladores singles de 20 mm.
- 4 racks (dos por banda) de 4 tubos lanzatorpedos de 53 cm.

### Sistemas de detección
La clase Hipper poseía los siguientes sistemas de alerta temprana:
- Radar telémetro FuMo 22 en 1940 y FuMg 40G en 1941 en la cofa del mástil puente y FuM 23 la central directora popel. (En el Prinz Eugen se instalaron los FuM 27)
- Sonar de navegación pasivo NHG.
- Sonar antisubmarino pasivo GEI.
- Sonar S antisubmarino.
- Detectores de ondas de radar FuMB Ant3 en el mástil trinquete.

A pesar de ser de la misma clase, entre los tres buques existían diferencias menores en la disposición y número de armamento antiaéreo, forma de montaje del mástil puente, lanzamiento de la roda tipo clipper, telémetros y sistemas ópticos y ubicación de la catapulta del avión. Tanto el Blücher como el Prinz Eugen contaban con un ancla de proa.

## Historial de la clase
El Admiral Hipper tuvo una amplia participación en la guerra donde hundió transportes militares y cargueros, asimismo participó en varias operaciones en el mar del Norte, en la Operación Weserübung, la invasión alemana de Noruega. El Admiral Hipper lideró el ataque a Trondheim. El cabeza de la clase también realizó salidas corsarias al océano Atlántico y en 1942 fue desplegado en el norte de Noruega para atacar la navegación mercante con destino en la Unión Soviética. Este despliegue culminó en la batalla del mar de Barents en diciembre de 1942, en la que el crucero germano fue dañado por varios cruceros británicos. El Admiral Hipper fue hundido en Kiel por bombarderos aliados en 1945 y desguazado en 1952.
El Blücher tuvo una corta vida operativa de apenas 8 meses, intervino en abril de 1940 en la Operación Weserübung, la invasión alemana de Noruega. El Blücher fue hundido en el fiordo de Oslo por torpedos y cañones noruegos de defensa costera.
El Prinz Eugen entró en acción por primera vez en la Operación Rheinübung junto con el acorazado Bismarck. Volvió a Alemania en 1942 cruzando durante el día el entonces peligroso y vigilado canal de la Mancha, tras lo que fue enviado a Noruega. Torpedeado por un submarino británico, hubo de retornar a Alemania para ser reparado. El Admiral Hipper fue puesto fuera de comisión a su retorno a Alemania a principios de 1943, pero el Prinz Eugen continuó en servicio en el mar Báltico hasta el final del conflicto siendo confiscado por la Armada de Estados Unidos como botín de guerra dejando al Prinz Eugen como el único componente de la clase superviviente en la guerra. Este fue cedido a la armada de los Estados Unidos, que lo destinó a la flota de buques objetivo de las pruebas nucleares de la operación Crossroads en 1946.
Encontró su fin en las pruebas atómicas Able y Baker. El crucero alemán consiguió sobrevivir a la explosión de dos bombas atómicas, las de las pruebas Able, el 1 de julio de 1946, y Baker, el 25 del mismo mes. Aunque resultó contaminado por la lluvia radiactiva, no sufrió daños estructurales en las detonaciones. El barco irradiado fue remolcado hasta el atolón Kwajalein, en el Pacífico central, donde una pequeña vía de agua quedó sin reparar y se volcó en aguas someras. El 29 de agosto de 1946 la armada de los Estados Unidos puso fuera de comisión el Prinz Eugen. Sus restos aún son visibles en una de las playas del atolón de Kwajalein.
El inconcluso Seydlitz fue remolcado a Königsberg antes de caer en posesión del ejército rojo y acabó desguazado.
El Lützow, renombrado por los rusos como Petropavlovsk, quedó a medio construir cuando los alemanes invadieron la Unión Soviética, pero ofreció soporte artillero contra el avance de las fuerzas alemanas hasta que fue hundido en septiembre de 1941. Fue reflotado un año después y reparado para poder participar en la campaña para el alivio del sitio de Leningrado en 1944. Sirvió en tareas secundarias hasta la década de 1950, cuando fue desguazado.
| Buque          | Astillero                                 | Epónimo                         | Puesta de quilla        | Botadura             | Asignado                 | Destino final                                                                                            |
| -------------- | ----------------------------------------- | ------------------------------- | ----------------------- | -------------------- | ------------------------ | --- |
| Admiral Hipper | Blohm & Voss, Hamburg                     | Franz von Hipper                | 6 de julio de 1935      | 6 de febrero de 1937 | 20 de abril de 1939      | Hundido por su propia tripulación tras ataque aéreo el 3 de mayo de 1945 Reflotado para desguace en Kiel |
| Blücher (1939) | Deutsche Werke, Kiel                      | Gebhard Leberecht von Blücher   | 15 de agosto de 1936    | 8 de junio de 1937   | 20 de septiembre de 1939 | Hundido en la campaña de Noruega surface action, 9 de abril de 1940                                      |
| Prinz Eugen    | Friedrich Krupp Germaniawerft, Kiel       | Eugenio de Saboya               | 23 de abril de 1936     | 22 de agosto de 1938 | 1 de agosto de 1940      | Hundimiento accidental después de Test de Bomba de Hidrógeno en Bikini, 22 de diciembre de 1946          |
| Seydlitz       | Deutsche Schiff- und Maschinenbau, Bremen | Friedrich Wilhelm von Seydlitz  | 29 de diciembre de 1936 | 19 de enero de 1939  |                          | Desguazado, 29 de enero de 1945                                                                          |
| Lützow         | Deutsche Schiff- und Maschinenbau, Bremen | Ludwig Adolf Wilhelm von Lützow | 2 de agosto de 1937     | 1 de julio de 1939   |                          | Vendido a la Armada soviética como Petropavlovsk, 11 de febrero de 1940                                  |